# Glenea spinosipennis
Glenea spinosipennis é uma espécie de escaravelho da família Cerambycidae. Foi descrita por Stephan von Breuning em 1958. É conhecida a sua existência no Bornéu.